# Osornophryne cofanorum
Osornophryne cofanorum é uma espécie de anfíbio anuro da família Bufonidae. Está presente no Equador. A UICN classificou-a como pouco preocupante.